# A las cinco de la tarde
A las cinco de la tarde és una pel·lícula espanyola estrenada en 1961 i dirigida per Juan Antonio Bardem, Inspirada en el drama "La cornada" de Alfonso Sastre i a “La fiera" de Juan Antonio Bardem. Fou nominada per representar Espanya com a millor pel·lícula de parla no anglesa als Premis Oscar de 1960, però no fou seleccionada.

## Argument
Una visió crítica del món taurí basada en l'antagonisme de dos toreros davant una correguda de toros crucial en la carrera de tots dos. Un, ja en declivi i temorós. L'altre, en el cim de la seva carrera, i enmig, un representant sense escrúpols.

## Repartiment
- Rafael Alcántara - Acompanyant
- Ramsay Ames - Americana
- Manuel Arbó - Cambrer vell
- Matilde Artero - Encarregada de serveis
- Joaquín Bergía - Policia
- José Calvo - Amic
- Germán Cobos - José Álvarez
- Faustino Cornejo - Amic
- Rafael Cortés - Afeccionat
- Enrique Diosdado - Manuel Marcos
- Núria Espert - Gabriela

## Premis
Julia Gutiérrez Caba va rebre el premi a la millor actriu espanyola en la 6a edició dels Premis Sant Jordi de Cinematografia.